# Râul Iminog
Râul Iminog este un curs de apă, afluent de stânga al râului Olt. 

## Generalități
Punctul de vărsare al râului Iminog este în dreptul localității Mărunței, județul Olt.

## Afluenți
Toți afluenții râul Iminog, Râul Hotarului, Bălteni, Adâncata, Cleja și Miloveanu sunt afluenți de stânga.

## Trasee turistice
- Trasee turistice - județul Olt